# Papa Sérgio III
Sérgio III  (Roma, 870 — Roma, 14 de abril de 911) foi o 119º Papa, de 904 até sua morte. Era romano. Opositor do Papa Formoso, anulou os decretos e ordenações deste. Reivindicou e defendeu os direitos da Igreja contra os senhores feudais, numa época de constante violência designada como século de ferro. 
Mandou reconstruir a Basílica de São João de Latrão, destruída por um sismo (terremoto) em 896. É o primeiro Papa a ser retratado com a tiara papal. Morreu em 14 de Abril de 911.
Seus dois predecessores imediatos foram estrangulados na prisão em Roma. Ele foi apoiado pela família Teofilacto, tendo ele, supostamente, um filho (mais tarde o Papa João XI), por meio de uma filha desta família, Marózia.

## Biografia
Sérgio, conde de Túsculo, era bispo de Cerveteri. Tinha sido eleito papa no 897 pela primeira vez pelos inimigos do defunto Formoso, mas Lamberto de Espoleto lhe forçou a ceder a sede pontifícia ao João IX. Após, retirado nos domínios do marquês Adalberto de Toscana, Sérgio esperava sua hora para voltar a sentar-se no trono papal.
Um membro de sua família, Teofilato I, propôs impor-se à nobreza romana. Simples juiz no ano 901, se auto adjudicou os títulos de cônsul, duque e senador do povo romano. Em realidade, era sua esposa, Teodora, a Maior, e suas duas filhas, Teodora, a Jovem e Marózia, tão libertinas como ambiciosas, as que controlavam tudo. Em janeiro do ano 904 Teodora jogou a vaza de Sérgio. Este retornou a Roma, apoderou-se do papa Cristóvão e o encerrou junto ao desafortunado Leão V. Uma vez reeleito, Sérgio III instruiu um processo formal - uma farsa - contra seus dois predecessores, Leão e Cristóvão, e os fez degolar. Continuando, certamente obcecado pelo acontecido com o Formoso, Sérgio e seus grupos proclamaram uma vez mais a invalidez de todas as ordenações conferidas por aquele pontífice.
Durante os sete anos que ocupou a sede papal, Sérgio III se rendeu docilmente aos caprichos da Teodora e, sobretudo, aos de sua filha menor, Marózia. Esta se tinha casado em 905 com  Alberico I de Espoleto, mas isso não foi obstáculo para que fosse por muitos anos amante do papa, e que lhe desse um filho, o futuro papa João XI, ao que sua própria mãe mandaria encarcerar acontecido o tempo.
As únicas relações que teve Sérgio III com o Império Bizantino foram para autorizar ao imperador Leão VI, o Sábio, que se casasse pela quarta vez. Tanto o direito civil como o direito eclesiástico proibiam já um terceiro matrimônio. Também o patriarca de Constantinopla, Nicolau I, o Místico se havia oposto ao imperador quando este quis casar-se, em quartas núpcias, com Zoé Carbonopsina a fim de legitimar a seu filho Constantino VII, herdeiro do trono.
O imperador pensou que naquela ocasião não seria o papa tão meticulosa e inflexível e, por uma vez, utilizou contra o patriarca de Constantinopla as pretensões do bispo de Roma ao primado universal. O patriarca, escandalizado pela atitude do Sérgio, apagou-lhe dos dípticos, listas oficiais nas que figuravam os nomes de bispos e patriarcas, o que equivalia a lhe excomungar. E é óbvio que o prestígio do papado não saiu fortalecido daquele episódio. Tanto é assim que quando os bispos franceses pressionaram Sérgio III para que combatesse o erro de doutrina de Fócio sobre o Espírito Santo, o papa não encontrou eco algum no Oriente.
Teofilato nomeou a si mesmo príncipe, senador e cônsul de Roma, e senadoras a Teodora e Marózia. A única obra memorável de Sérgio foi a reconstrução da Basílica de São João de Latrão, destruída em 897 por um terremoto durante o "Sínodo do Cadáver".
Morreu em 14 de abril de 911.